# Gros Perré
Gros Perré är en bergstopp i Schweiz.   Den ligger i distriktet Gruyère och kantonen Fribourg, i den sydvästra delen av landet, 60 km söder om huvudstaden Bern. Toppen på Gros Perré är 2 208 meter över havet, eller 166 meter över den omgivande terrängen. Bredden vid basen är 2,4 km.
Terrängen runt Gros Perré är bergig åt sydväst, men åt nordost är den kuperad. Runt Gros Perré är det ganska glesbefolkat, med 24 invånare per kvadratkilometer..  
Trakten runt Gros Perré består till största delen av jordbruksmark.